# Fureai Kippu
Fureai Kippu (jap. 触れ合い切符 fureai kippu; dosł. „bilety kontaktowe, bilety kontaktu społecznego”) – japońska waluta lokalna utworzona w 1995 przez Sawayaka Welfare Foundation, umożliwiająca ludziom zarabianie poprzez pomoc osobom starszym w systemie banku czasu. Podstawowa jednostka monetarna jest równa godzinie usługiwania starszej osobie. Seniorzy czasem zarabiają sami pomagając sobie wzajemnie. Inni członkowie rodziny mogą zarabiać w innych wspólnotach i przenosić swoje kredyty na rodziców.
System działa następująco: wykonywanie usług na rzecz osób niemogących np. jeździć do sklepu skutkuje uzyskaniem kredytu godzin opartego na rodzaju usługi i ilości poświęconego czasu. Kredyt może być wykorzystany w wypadku choroby czy starości lub przekazany innym osobom.
Zaskakujące jest, że osoby starsze wolą usługi osób, którym płacą w kredytach Fureai Kippu, od tych, którym płacą normalnym pieniądzem (jenem).
W Japonii są dwa domy clearingowe umożliwiające rozliczenia na terenie całego kraju.
Również w Chinach rozpoczyna się wdrożenie tej koncepcji.